# To Grandmother's House We Go
To Grandmother's House We Go är en amerikansk film från 1993 regisserad av Jeff Franklin.

## Handling
När tvillingarna känner på sig att deras mamma är trött på dem ger de sig iväg mot mormors hus och träffar på några skurkar på vägen.

## Om filmen
Filmen är inspelad i Vancouver. Den hade världspremiär den 6 december 1992 på TV-kanalen ABC.

## Rollista
- Ashley Olsen – Julie Thompson
- Mary-Kate Olsen – Sarah Thompson
- Rhea Perlman – Shirley
- Cynthia Geary – Rhonda Thompson
- J. Eddie Peck – Eddie Popko
- Stuart Margolin – kriminalpolis Gremp
- Jerry Van Dyke – Harvey "Harv"
- Rick Poltaruk – Jultomten
- Leslie Carlson – dörrvakt
- Florence Paterson – gammelmormor Mimi
- Andrew Wheeler – polisman
- Venus Terzo – Stacey
- Walter Marsh – sur gubbe
- Frank Lewis – saxofonspelare
- Doreen Ramus – gammal kvinna på buss
- Byron Lucas – kund
- John B. Destry – säkerhetsvakt
- Debbie Gregory – nyhetsankare
- Lorena Gale – servitris

### Ej krediterade
- Candace Cameron Bure – första tittare
- Andrea Barber – andra tittare
- Lori Loughlin – lotterivärdinna
- Bob Saget – lotterivärd

### Webbkällor
- To Grandmother's House We Go på Internet Movie Database (engelska)